# Albertus Antonius Hinsz

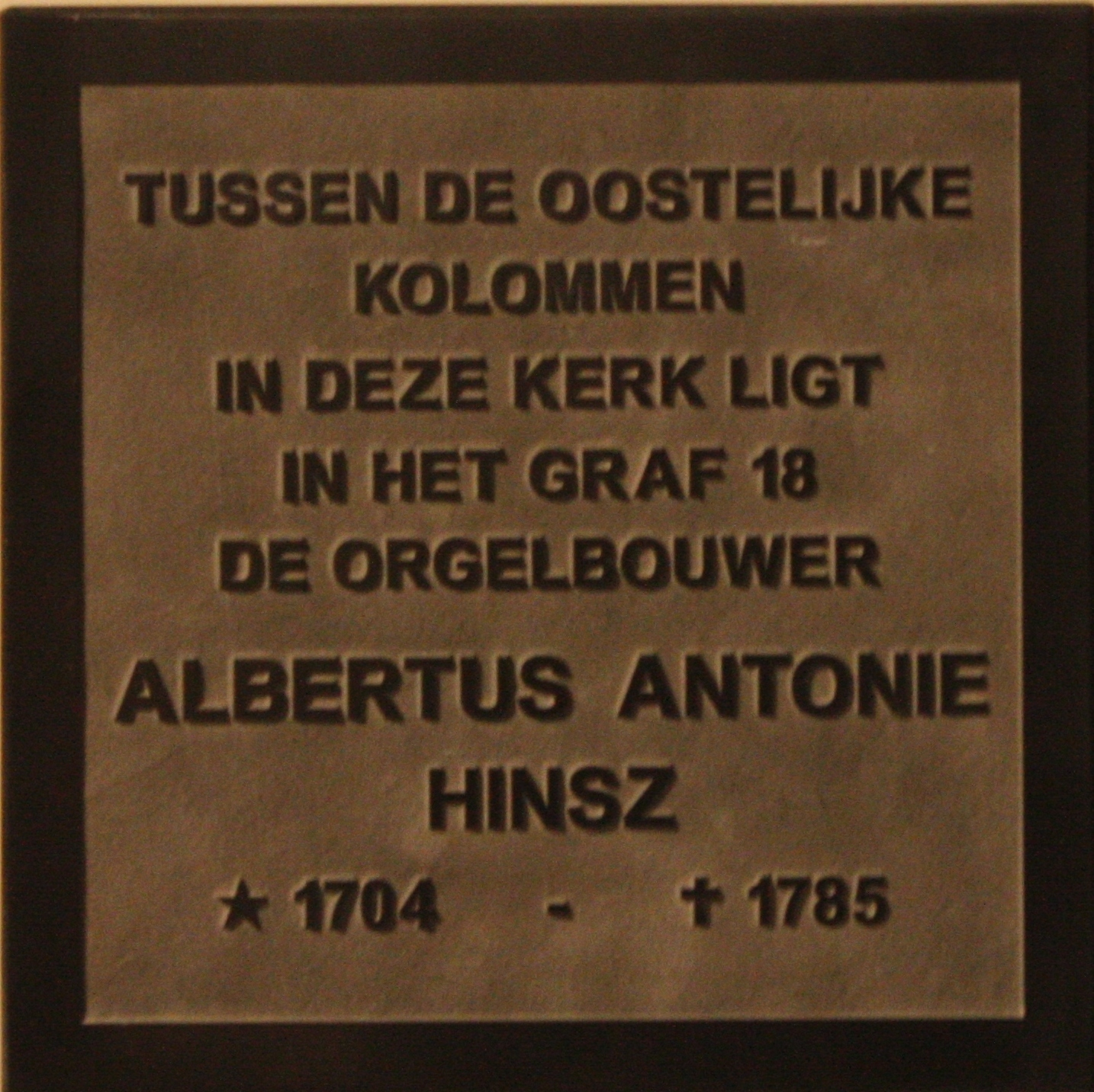
Gedenkstein in der Lutherse Kerk, Groningen: „Zwischen den östlichen Pfeilern in dieser Kirche liegt in Grab 18 der Orgelbauer Albertus Antonie Hinsz“

Albertus Antonius Hinsz (auch: Albert Anthoni Hinsch; * 1704 in Hamburg; † 17. März 1785 in Uithuizen, Niederlande) war ein Orgelbauer in den Niederlanden, der die Tradition Arp Schnitgers fortführte.

## Leben
Albertus Antonius Hinsz absolvierte seine Lehrzeit möglicherweise bei Joachim Richborn und/oder bei Franz Caspar Schnitger. 1728 ließ er sich in Groningen nieder und heiratete am 28. Dezember 1732 dort die Witwe Franz Caspar Schnitgers und übernahm auch dessen Werkstatt. Hinsz baute zahlreiche Werke in den Provinzen Groningen und Friesland in norddeutscher Orgelbautradition, die noch weitgehend erhalten sind. Klanglich zeichnen sie sich durch die Terzmixturen aus, die den Hinsz-Orgeln den charakteristischen „goldenen“ Glanz verleihen. In optischer Hinsicht orientiert sich der Aufbau des Prospekts an dem Vorbild Arp Schnitgers. Eine lebenslange Freundschaft verband ihn mit dem ebenfalls aus Hamburg stammenden Jacob Wilhelm Lustig, der Organist an der Martinikerk in Groningen war. Hinsz starb während der Bauarbeiten an der Orgel in Uithuizermeeden. Sein Grab befindet sich in Groningen (Lutherse Kerk), wo heute eine Gedenktafel an ihn erinnert.
Nach seinem Tod übernahm sein Stiefsohn Frans Casper Snitger jr. zusammen mit Heinrich Hermann Freytag seine Werkstatt, die noch bis ins 19. Jahrhundert die Tradition Arp Schnitgers in den Niederlanden fortführte. Seine Gesellen sollten sein Werk fortsetzen und die nordniederländische Orgelkultur in der nächsten Generation nachhaltig prägen.

## Werk
Die römische Zahl bezeichnet die Anzahl der Manuale, ein großes „P“ ein selbstständiges Pedal, ein kleines „p“ ein nur angehängtes Pedal und die arabische Zahl die Anzahl der klingenden Register.
| Jahr           | Ort             | Kirche              | Bild | Manuale | Register | Anmerkungen |
| -------------- | --------------- | ------------------- | ---- | ------- | -------- | --- |
| 1729–1730/1740 | Groningen       | Martinikerk         |      | III/P   | 47       | Hinsz führte die von F. C. Schnitger begonnene Erneuerungsarbeit an der Arp-Schnitger-Orgel zu Ende und erweiterte 1740 die Orgel; später erfolgten eingreifende Änderungen, sodass heute (III/P/52) nur noch 2–3 Register von Hinsz erhalten sind. → Orgel                   |
| 1731           | Zandeweer       | Hervormde Kerk      |      | II/p    | 16       | Erster Orgelneubau von Hinsz; im 19. und 20. Jahrhundert Dispositionsänderungen |
| 1733–1734      | Leens           | Petruskerk          |      | II/P    | 27       | Orgelneubau; Veränderungen im 19. und 20. Jahrhundert |
| 1735–1736      | Loppersum       | Hervormde Kerk      |      | II/p    | 20       | Neues Pfeifenwerk in das Hauptwerk einer Orgel von 1562; 1803 ersetzte H. H. Freytag das Pfeifenwerk des Rückpositivs |
| 1738           | Kampen          | Broederkerk         |      | III/P   | 32       | Orgelneubau unter Verwendung älterer Register der Vorgängerorgel; 1822 Umbau durch A. van Gruisen (II/p); später weitere Erweiterungen und Änderungen |
| 1738           | Utrecht         | Universitätsaula    |      | I/p     |          | Orgelneubau für die luth. Kirche in Deventer; 1963 Erweiterungsumbau auf II/P/22 |
| 1739           | Bronkhorst      | Hervormd Kapel      |      | I       | 7        | Neubau einer Kabinettorgel für Utrecht(?); Änderungen der Disposition im 19. Jahrhundert; verschiedene Standorte |
| 1741–1743      | Kampen          | Bovenkerk           |      | III/p   | 33       | Erweiterungsumbau der Slegel-Orgel (1676) zur größten Orgel von Hinsz; 1790 Erweiterung durch H. H. Freytag und F. C. Schnitger um ein freies Pedal und ein Brustwerk (IV/P/46); später weitere Veränderungen, heute IV/P/56 → Orgeln der Bovenkerk (Kampen)                  |
| 1744           | Appingedam      | Nicolaikerk         |      | II/p    | 20       | Orgelneubau unter Einbeziehung von Registern des 16. Jahrhunderts; sehr gut erhalten |
| 1751           | Meeden          | Benedictuskerk      |      | I/p     | 8        | Orgelumbau unter Verwendung eines Großteils des Pfeifenwerks der Vorgängerorgel von Jost Sieburg (1643) |
| 1752/1768      | Noordbroek      | Dorpskerk           |      | II/P    | 24       | Erweiterung der Arp-Schnitger-Orgel (1696) und Änderungen an der Disposition; 1809 Umbau durch H. H. Freytag; 1855 Dispositionsänderungen durch Petrus van Oeckelen → Orgel der Dorpskerk Noordbroek                                                                          |
| 1754           | Kampen          | Buitenkerk          |      | II/P    | 20       | Orgelneubau unter Verwendung älterer Pfeifen |
| 1756–1758      | Peize           | Hervormde Kerk      |      | II/P    | 22       | Erweiterung einer älteren Orgel von A. Verbeeck (1631) und Arp Schnitger (1696–1697) um ein Rückpositiv; Orgel stand bis 1862 in de Peper-Gasthuiskerk in Groningen |
| 1765           | Tzum            | Hervormde Kerk      |      | II/p    | 20       | Umbau der Stevens-Orgel |
| 1763–1766      | Leer            | Große Kirche        |      | II/p    | 21       | Hinsz baute die Vorgängerorgel von Marten de Mare (1609) zu einer quasi neuen Orgel um, erweiterte das Hauptwerk von der Disposition und dem Klaviaturumfang her und versah es mit einem neuen Gehäuse und ergänzte ein Rückpositiv. Heute verfügt die → Orgel über III/P/37. |
| 1766–1767      | Sexbierum       | Hervormde Kerk      |      | II/P    | 27       | Orgelneubau; Pfeifenwerk 1922–24 bis auf ein Register vollständig ersetzt; sechs Register von Hinsz gingen nach Boornbergum, eins nach Waaxens und vier nach Sebaldeburen |
| 1769           | Wassenaar       | Dorpskerk           |      | II/p    | 13       | Orgelneubau; 1792 Ergänzung eines Rückpositivs durch L. van Dam, heute I/p/20 |
| 1770           | Haren           | Dorpskerk           |      | I/P     | 13       | Orgelneubau |
| 1772           | Midwolda        | Hervormde Kerk      |      | II/P    | 33       | Orgelneubau; sehr gut erhaltener Originalzustand |
| 1774           | Groningen       | Pelstergasthuiskerk |      | II/p    | 20       | Erweiterung der Arp-Schnitger-Orgel (1693/1712); 1875 Dispositionsänderungen durch P. van Oeckelen → Orgel |
| 1775–1776      | Harlingen       | Grote Kerk          |      | II/P    | 34       | Orgelneubau; 1864 Änderungen durch P. van Oeckelen |
| 1776–1777      | Dantumawoude    | Benedictuskerk      |      | I/p     | 8        | Orgelneubau |
| 1777–1778      | Minnertsga      | Hervormde Kerk      |      | II/p    | 20       | Orgelneubau; 1947 verbrannt |
| 1777–1780      | Roden           | Hervormde Kerk      |      | II/p    | 17       | Orgelneubau |
| 1776–1781      | Bolsward        | Martinikerk         |      | II/P    | 34       | Orgelneubau; 1861 Ergänzung eines Oberwerks durch L. van Dam, heute III/P/42 |
| 1781–1783      | Driesum         | Grote Kerk          |      | I/p     | 11       | Orgelneubau; verschiedene Änderungen im 19. und 20. Jahrhundert |
| 1783           | Godlinze        | Hervormde Kerk      |      | I/p     | 12       | Umbau der zweimanualigen Arp-Schnitger-Orgel (1704) in ein einmanualiges Werk |
| 1780–1785      | Uithuizermeeden | Hervormde Kerk      |      | II/P    | 28       | Letzter Orgelneubau, den er nicht mehr vollendete; später verschiedene Änderungen durch andere Orgelbauer |